# Utica (New York)
Uticaⓘ ist eine Stadt und County Seat im Oneida County im US-Bundesstaat New York mit 65.283 Einwohnern (Volkszählung 2020). Die Stadt liegt am Ufer des Mohawk Rivers. Die Stadtfläche beträgt 44,1 km².

## Geschichte

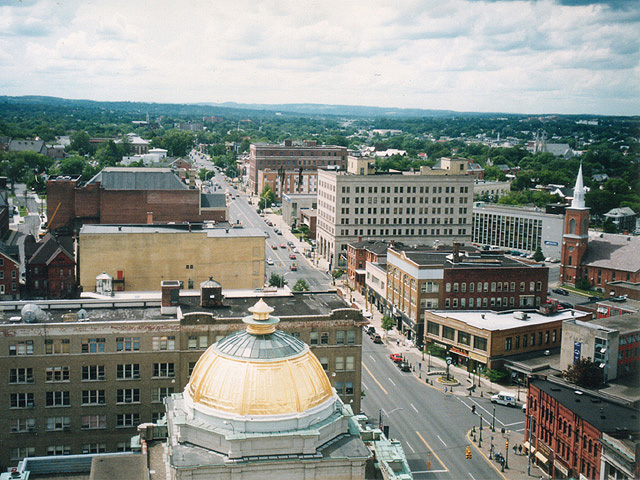
Utica, Genesee Street

Die Gegend der heutigen Stadt gehörte zum Gebiet der Irokesen. Hier wurde schon gehandelt, als 1773 die ersten europäischen Siedler ins Land kamen. 1794 wurde eine Straßenverbindung nach Albany gebaut, 1798 wurde aus dem Handelsplatz eine Siedlung. Der Ort wurde nach der antiken Stadt Utica in Nordafrika benannt. 
Erweitert wurde das Siedlungsgebiet 1805 und 1817. Zu diesem Zeitpunkt bestand die Bevölkerung aus 2.860 Einwohnern. 1817 bis 1825 wurde der Eriekanal gebaut, der über den Mohawk River und den Hudson River die Großen Seen mit New York City verbindet. Dies trug wesentlich zur industriellen Entwicklung der Stadt bei. In der Stadt siedelten sich textilverarbeitende und werkzeugmachende Betriebe an. General Electric war bis in die 1960er Jahre mit einem Werk vertreten, in dem Radios produziert wurden. Zeitweise wurden 8000 Menschen beschäftigt. Das Werk wurde geschlossen und in den Osten der USA verlegt. 
Nach der Abwanderung vieler Industriebetriebe aus Utica erging es der Stadt ähnlich wie vielen Städten im Rust Belt. Die Arbeitslosenzahl stieg an, die Stadt kam in finanzielle Nöte. Man fokussierte den Blick auf kulturelle Dinge. So wurde beispielsweise das Stanley Theater renoviert, um wieder mehr Gäste in die Stadt zu locken. Seit 1976 ist das Theater im National Register of Historic Places eingetragen. Weitere kulturelle Veranstaltungen belebten die Stadt und machten sie für immer mehr Gäste attraktiv. 2010 beteiligte sich die Stadt unter Bürgermeister David Roefaro an dem Programm Rust 2 Green (deutsch Rost zu Grün), das Wert auf Umweltschutz und Stadtbegrünung legt.
In den letzten drei Jahrzehnten kamen immer mehr Einwanderer aus Ländern wie Bosnien und Herzegowina, Vietnam, Kambodscha und Somalia in die Stadt und halten die Einwohnerzahl auf einem konstanten Niveau. Utica ist heute eine belebte Stadt mit einem vielfältig ausgeprägten kulturellen Leben.
In Utica finden sich viele Parks, in denen man sowohl im Sommer als auch im Winter sehr gut Sport treiben kann.

## Söhne und Töchter der Stadt
- Henry Inman (1801–1846), Porträtmaler
- Samuel Wells Williams (1812–1884), Missionar, Diplomat, Sinologe und Japanologe
- James Dwight Dana (1813–1895), Geologe, Mineraloge und Zoologe
- Victor H. Metcalf (1853–1936), Handels- und Marineminister der USA
- James S. Sherman (1855–1912),  27. Vizepräsident der Vereinigten Staaten von Amerika
- Harold Frederic (1856–1898), Schriftsteller und Journalist
- Irving Ramsey Wiles (1861–1948), Maler und Illustrator
- Walter Sutton (1877–1916), Begründer der Chromosomentheorie der Vererbung
- Henry Sheldon Fitch (1909–2009), Zoologe und Herpetologe
- William D’Amico (1910–1984), Bobfahrer
- Arthur Tyler (1915–2008), Bobfahrer
- Mabel Lang (1917–2010), Klassische Philologin, Historikerin und Archäologin
- Neave Brown (1929–2018), Architekt
- Frank DeVito (* 1930), Jazzmusiker
- Torrie Zito (1933–2009), Pianist, Arrangeur und Komponist
- Ron O’Neal (1937–2004), Schauspieler
- Annette Funicello (1942–2013), Sängerin
- John Ehrensbeck (1944–2021), Biathlet und Skirennläufer
- David Mancuso (1944–2016), legendärer DJ
- James S. Pula (* 1946), Historiker
- Debbie Friedman (1951–2011), Singer-Songwriterin
- Richard L. Hanna (1951–2020), Politiker
- Andrea Brachfeld (* 1954), Jazzmusikerin
- Sam Wineburg (* 1958), pädagogischer und kognitiver Psychologe
- Mike Arcuri (* 1959), US-Kongressabgeordneter
- Laura Wilson (* 1969), Skilangläuferin
- Joe Bonamassa (* 1977), Bluesmusiker
- Robert Esche (* 1978), Eishockeytorhüter
- Carl Van Loan (* 1980), Nordischer Kombinierer
- Jimmie Hunt (* 1982), Basketballspieler
- Tiffany Pollard (* 1982), Schauspielerin, auch bekannt als New York